# Suwak (rodzaj)
Suwak (Meriones) – rodzaj ssaków z podrodziny myszoskoczków (Gerbillinae) w obrębie rodziny myszowatych (Muridae).

## Rozmieszczenie geograficzne
Rodzaj obejmuje gatunki występujące w północnej Afryce i Eurazji.

## Morfologia
Długość ciała (bez ogona) 90–200 mm, długość ogona 85–180 mm, długość ucha 10–23,5 mm, długość tylnej stopy 25–45 mm; masa ciała 24–275 g.

## Systematyka
Rodzaj zdefiniował w 1811 roku niemiecki zoolog Johann Karl Wilhelm Illiger w książce swojego autorstwa poświęconej wstępnej próbie klasyfikacji ssaków i ptaków. Illiger wymienił dwa gatunki – Mus tamaricinus Pallas, 1779 (= Mus tamariscinus Pallas, 1773) i Mus meridianus Pallas, 1773 – z których gatunkiem typowym jest (późniejsze oznaczenie) Mus tamaricinus Pallas, 1779 (= Mus tamariscinus Pallas, 1773) (suwak tamaryszkowy).

### Etymologia
- Meriones: według Theodore’a Palmera nazwa pochodzi od gr. μηρος mēros ‘biodro, udo’[12]; natomiast Ephraim Nissan uważa, że nazwa pochodzi od Merionesa (gr. Μηριoνης Meriones), kreteńskiego wojownika z mitologii greckiej[13].
- Meriaeus: gr. μηρια mēria ‘udźce, biodra’[14].
- Idomeneus: Idomeneus (gr. Ίδομενευς Idomeneus), król Krety, towarzysz Merionesa i przywódca Kreteńczyków w wojnie przeciw Troi[15]. Gatunek typowy (oznaczenie monotypowe): Mus tamariscinus Pallas, 1773.
- Cheliones: gr. χηλη khēlē ‘pazur’[4]. Gatunek typowy (oznaczenie monotypowe): Meriones hurrianae Jordon, 1867.
- Pallasiomys: Peter Simon Pallas (1741–1811), niemiecki botanik i zoolog; gr. μυς mus, μυος muos ‘mysz’[5]. Gatunek typowy (oryginalne oznaczenie): Gerbillus erythrourus J.E. Gray, 1842 (= Meriones libycus Lichtenstein, 1823).
- Parameriones: gr. παρα para ‘blisko, obok’[16]; rodzaj Meriones Illiger, 1811. Gatunek typowy (oryginalne oznaczenie): Gerbillus persicus Blanford, 1875.

### Podział systematyczny
Do rodzaju należą następujące występujące współcześnie gatunki zgrupowane w czterech podrodzajach:
| Podrodzaj    | Grafika | Gatunek               | Autor i rok opisu         | Nazwa zwyczajowa       | Podgatunki         | Rozmieszczenie geograficzne | Podstawowe wymiary                                  | Status IUCN |
| ------------ | ------- | --------------------- | ------------------------- | ---------------------- | ------------------ | --- | --------------------------------------------------- | ----------- |
| Meriones     |         | Meriones tamariscinus | (Pallas, 1773)            | suwak tamaryszkowy     | gatunek monotypowy | południowa, europejska część Rosji na wschód do południowo-zachodniej Mongolii i północno-zachodniej Chińskiej Republiki Ludowej (do północnego Gansu), na południe do północnego Afganistanu | DC: 13,5–19 cm DO: 11,5–15 cm MC: 60–180 g          | LC          |
| Parameriones |         | Meriones persicus     | (Blanford, 1875)          | suwak perski           | 6 podgatunków      | Kaukaz (wschodnia Turcja, południowa Armenia i południowy Azerbejdżan) na wschód do północno-wschodniego Iraku, Iranu, Turkmenistanu, Afganistanu i Pakistanu                                 | DC: 12–16,5 cm DO: 12,5–19 cm MC: 80–140 g          | LC          |
| Parameriones |         | Meriones rex          | Yerbury & O. Thomas, 1895 | suwak królewski        | gatunek monotypowy | wyżyny w południowo-zachodnim Półwyspie Arabskim (Arabia Saudyjska i Jemen; zakres wysokości: do 2200 m n.p.m.                                                                                | DC: 13,3–17,2 cm DO: 10,5–19,6 cm MC: brak danych   | LC          |
| Pallasiomys  |         | Meriones psammophilus | (A. Milne-Edwards, 1871)  | suwak murawowy         | gatunek monotypowy | północno-zachodnia Chińska Republika Ludowa (za wyjątkiem północnego Sinciangu), zachodnia i południowa Mongolia (za wyjątkiem Dżungarii) oraz Rosja (Tuwa)                                   | DC: 11,5–15 cm DO: 8,8–11,7 cm MC: brak danych      | NE          |
| Pallasiomys  |         | Meriones penicilliger | (Heptner, 1933)           |                        | gatunek monotypowy | od wschodniego Iranu, Turkmenistanu i południowego Kazachstanu (na północ do depresjii Ała-kol) na wschód do północno-zachodniej Chińskiej Republiki Ludowej (Sinciang)                       | DC: 9,8–11,8 cm DO: 10,3–12,4 cm MC: brak danych    | NE          |
| Pallasiomys  |         | Meriones meridianus   | (Pallas, 1773)            | suwak pustynny         | 3 podgatunki       | od północnego Morza Kaspijskiego do Mongolii (Dżungaria, wyżej do gór Tachijn Szar nuruu) i północny Sinciang (Chińska Republika Ludowa)                                                      | DC: 10,2–13,5 cm DO: 7,9–13,4 cm MC: 37–80 g        | LC          |
| Pallasiomys  |         | Meriones dahli        | Shidlovskiy, 1962         | suwak armeński         | gatunek monotypowy | endemit Armenii: skrajnie południowa część | DC: 10,2–13,5 cm DO: 10,7–13,4 cm MC: 37–80 g       | CR          |
| Pallasiomys  |         | Meriones unguiculatus | (A. Milne-Edwards, 1867)  | suwak mongolski        | gatunek monotypowy | Rosja (południowo-wschodnia Syberia, wraz z Zabajkalem), środkowa i wschodnia Mongolia, północno-środkowa i północno-wschodnia Chińska Republika Ludowa                                       | DC: 9,7–13,2 cm DO: 8,5–10,6 cm MC: 52–60 g         | LC          |
| Pallasiomys  |         | Meriones shawii       | (Duvernoy, 1842)          | suwak śródziemnomorski | gatunek monotypowy | przybrzeżna Afryka Północna od wschodniego Maroka na wschód do Egiptu, na zachód od rzeki Nil; zakres wysokości: do 2000 m n.p.m.                                                             | DC: 12,5–18 cm DO: 11,7–17,8 cm MC: 70–180 g        | LC          |
| Pallasiomys  |         | Meriones grandis      | Cabrera, 1907             | suwak marokański       | gatunek monotypowy | endemit Maroka (aż do gór Atlas; wschodni zasięg niepweny, być może do Algierii i Tunezji); zakres wysokości: do 2800 m n.p.m.                                                                | DC: 15–20 cm DO: 16–18 cm MC: 160–250 g             | LC          |
| Pallasiomys  |         | Meriones sacramenti   | O. Thomas, 1922           | suwak palestyński      | gatunek monotypowy | północno-wschodni Egipt (wybrzeża półwyspu Synaj), południowy Izrael (pustynia Negew) i Palestyna                                                                                             | DC: 13–17 cm DO: 12–18 cm MC: 125–275 g             | VU          |
| Pallasiomys  |         | Meriones libycus      | H. Lichtenstein, 1823     | suwak libijski         | 3 podgatunki       | Afryka Północna (od Sahary Zachodniej i Mauretanii do Egiptu), Azja Zachodnia i Kaukaz Południowy, na wschód do Chińskiej Republiki Ludowej i Pakistanu; zakres wysokości: do 2300 m n.p.m.   | DC: 12,3–17 cm DO: 11,5–19 cm MC: 60–140 g          | LC          |
| Pallasiomys  |         | Meriones arimalius    | Cheesman & Hinton, 1924   | suwak arabski          | gatunek monotypowy | środkowa i północno-wschodnia Arabia (Arabia Saudyjska, Zjednoczone Emiraty Arabskie i Oman); granice zasięgu słabo poznane                                                                   | DC: około 13,2 cm DO: około 16,3 cm MC: brak danych | LC          |
| Pallasiomys  |         | Meriones tristrami    | O. Thomas, 1892           | suwak anatolijski      | gatunek monotypowy | Turcja (Anatolia) i Kaukaz na południe do Izraela i zachodniej Jordanii, na wschód do północno-zachodniego Iranu; zakres wysokości: 1350–2000 m n.p.m.                                        | DC: 10,6–17,1 cm DO: 10,3–16,7 cm MC: 42–130 g      | LC          |
| Pallasiomys  |         | Meriones crassus      | Sundevall, 1842           | suwak tłusty           | gatunek monotypowy | Afryka Północna (od Maroka i Mauretanii na wschód do Egiptu i północno-wschodniego Sudanu), Azja Zachodnia, na wschód do południowego Turkmenistanu i zachodniego Pakistanu                   | DC: 10–15,3 cm DO: 9,8–15,8 cm MC: 55–158 g         | LC          |
| Pallasiomys  |         | Meriones vinogradovi  | Heptner, 1931             | suwak irański          | gatunek monotypowy | północna Syria, Turcja (wschodnia Anatolia), Armenia, półudniowo-zachodni Azerbejdżan i północno-zachodni Iran; granice w Mezopotamii nierozstrzygnięte                                       | DC: 14–17 cm DO: 13–17 cm MC: 100–200 g             | LC          |
| Pallasiomys  |         | Meriones zarudnyi     | Heptner, 1937             | suwak afgański         | gatunek monotypowy | północno-wschodni Iran, południowy Turkmenistan i północny Afganistan | DC: około 15,5 cm DO: około 16 cm MC: brak danych   | DD          |
| Cheliones    |         | Meriones hurrianae    | Jordon, 1867              | suwak indyjski         | gatunek monotypowy | przybrzeżny południowo-wschodni Iran i Pakistan, Nizina Hindustańska, pustynia Thar (wschodni Pakistan i północno-zachodnie Indie); prawdopodobnie Afganistan                                 | DC: 11,5–14,3 cm DO: 10–15,1 cm MC: około 70 g      | LC          |

Kategorie IUCN:  LC  – gatunek najmniejszej troski,  VU  – gatunek narażony,  CR  – gatunek krytycznie zagrożony,  DD  – gatunki o nieokreślonym stopniu zagrożenia;  NE  – gatunki niepoddane jeszcze ocenie.
Opisano również gatunki wymarłe z plejstocenu:
- Meriones lakhutensis Zazhigin, 1988[20] (Tadżykistan)
- Meriones maghrebianus Tong, 1989[21] (Maroko)
- Meriones maximus Tong, 1986[22] (Algieria)